# Camelus ferus
Lạc đà hai bướu hoang dã (danh pháp hai phần: Camelus ferus) là một loài động vật trong họ Camelidae. Loài này có quan hệ họ hàng gần với lạc đà hai bướu thuần hóa (Camelus bactrianus): cả hai loài đều là động vật guốc chẵn, hai bướu, lớn bản địa khu vực thảo nguyên Trung Á. Cho tới gần đây, lạc đà hai bướu hoang dã từng được coi là bắt nguồn từ lạc đà hai bướu đã thuần hóa nhưng trở thành hoang dã sau khi thoát khỏi con người để sống tự do hoang dã. Tuy nhiên, các nghiên cứu di truyền học chỉ ra rằng nó là loài tách biệt, đã rẽ ra khỏi lạc đà hai bướu khoảng 1,1 triệu năm trước.

## Phân bố
Thời cổ đại, lạc đà hai bướu hoang dã sinh sống từ khu vực thuộc vòng cung lớn của Hoàng Hà kéo dài về phía tây tới các sa mạc Nội Mông và xa hơn tới tây bắc Trung Quốc và miền trung Kazakhstan. Trong thế kỷ 19, do săn bắn để lấy da và thịt, nên sự hiện diện của nó được ghi nhận trong các khu vực hoang vu của các sa mạc Taklamakan, Kumtag và Gobi ở Trung Quốc và Mông Cổ. Trong thập niên 1920, chỉ còn lại các quần thể vết tích được ghi nhận tại Mông Cổ và Trung Quốc.
Hiện nay chỉ có khoảng 1.000 cá thể của loài này còn sinh tồn. Phần lớn sinh sống trong Khu bảo tồn Tự nhiên Quốc gia Lạc đà hoang dã Lop Nur ở Trung Quốc, và một quần thể nhỏ hơn sống ở Khu bảo tồn nghiêm ngặt Đại Gobi ở tây nam Mông Cổ. Ngoài ra, còn có các quần thể nhỏ khác tại Khu bảo tồn Tự nhiên Quốc gia Altun Shan (1986) ở trấn Nhược Khương, tại Khu bảo tồn Tự nhiên Aksai Annanba (1992) và tại Khu bảo tồn Tự nhiên Dunhuang Wanyaodun (nay là Khu bảo tồn Lạc đà hoang dã Dunhuang Xihu) tiếp giáp với khu bảo tồn tại Qakilik (2001) và khu bảo tồn tại Mazongshan tiếp giáp với khu bảo tồn tại Mông Cổ, tất cả đều ở Trung Quốc.

## Môi trường sống
Môi trường sống của loài này là các bình nguyên và đồi núi khô cằn, nơi các nguồn nước là khan hiếm và rất ít cỏ cây, với các cây bụi là nguồn thức ăn chính của chúng. Môi trường sống này cũng có dao động nhiệt độ rất lớn: nhiệt độ mùa hè lên tới 40–50 °C (104–122 °F) còn nhiệt độ mùa đông xuống tới −30 °C (−22 °F).
Lạc đà hai bướu hoang dã phải di chuyển xa để tìm kiếm nước tại những nơi gần với đồi núi, nơi có những con suối hay có tuyết che phủ. Quy mô của một đàn có thể lên tới 100 cá thể nhưng nói chung chỉ khoảng 2-15 con mỗi đàn. Trung Quốc phát hiện 39 đàn và ước tính có khoảng 600-650 cá thể tại các khu bảo tồn Altun Shan-Lop Nur vào cuối năm 2018, với 48 đàn phát hiện năm 2018 tại khu bảo tồn Dunhuang. Tại các khu bảo tồn Dunhuang và Mazongshan người ta ước tính có 100 cá thể mỗi khu, còn số cá thể cho khu bảo tồn Aksai là gần 200. Tại Mông Cổ, quần thể ước khoảng 800 con vào năm 2012.

## Tên gọi
Tên gọi trong tiếng Trung của lạc đà hai bướu hoang dã là 野双峰驼 (dã song phong đà). Tên gọi trong tiếng Mông Cổ là хавтгай, khavtgai ("mặt phẳng").
Tên gọi trong tiếng Anh của hai loài lạc đà hai bướu C. ferus và C. bactrianus đều có tính từ Bactrian, lấy theo Bactria (Đại Hạ), tên gọi của một khu vực ở Trung Á thời cổ đại.